# Stokkseyri
Stokkseyri är en ort vid kusten i Suðurland i Island. Antalet invånare är 465.
Stokkseyri grundades år 900 av vikingen Hásteinn Atlason. Orten har varit en viktig fiske- och handelsplats, men är idag mest en turistort. Mitt i Stokkseyri finns en gammal fiskarstuga, Þuríðarbúð, som nu är ett museum. Denna stuga är uppkallad efter den lokala fiskaren Þuríður Einarsdottir (1777-1863).
Byn har en kyrka, som uppfördes 1886.
Fyren Knarraros ligger fem kilometer öster om Stokkseyri. Den högsta punkten i närheten är Ingólfsfjall, 460 meter över havet, 15,4 km norr om Stokkseyri. Närmaste större samhälle är Selfoss.
LIksom Selfoss och  Eyrarbakki är Stokkseyri byggt på Stora Þjórsá-lavafältet.